# 朱曙光
朱曙光（1944年—2025年2月10日），湖北江陵人，中国人民解放军将领、中国人民武装警察部队中将。1992年至1996年任中国人民解放军总政治部保卫部部长。 
1997年，授予武警中将警衔。曾任武警部队副司令员。2008年，担任全国人大内务司法委员会委员。